# 山田玲奈
山田 玲奈（やまだ れな、1978年3月13日 - ）は、日本のタレント。神奈川県出身。血液型はA型。2008年（平成20年）1月よりセント・フォース所属。

## 来歴・人物
- 幼少の頃は父親の仕事により、小学校で一旦香港から帰国後、さらにアメリカ・ロサンゼルスなど、日本国外で10年ほど過ごす。アメリカの高校時代は高校のミス・コンテストに選出、また高校を代表する陸上競技800m選手だった。またこの頃、モデル事務所にスカウトされ、所属する。
- 慶應義塾大学文学部1年次在学中に「ミス慶應」、「ミスオールキャンパス」、2年次に京浜急行電鉄「京急キャンペーンガール」に選ばれる。
- 卒業後、東京MXテレビ『テレバイダー』アンカーウーマンや、2002年（平成14年）秋からTBSの朝の番組の天気予報に出演したのち、『筑紫哲也 NEWS23』のお天気コーナー（2005年（平成17年）3月〜2006年（平成18年）9月）を担当。
- お天気コーナー以外には、2003年（平成15年）頃にCS放送FIGHTING TV サムライの『生でGONG　GONG』の週1回のアシスタントや、日本テレビ『THE・サンデー』の芸能コーナー（2005年（平成17年）10月〜2006年（平成18年）6月）を担当している。
- 気象予報士のほかに、金融知力インストラクター・防災士の資格を持つ。
- 女優としてドラマ・映画にも出演する。
- 2009年（平成21年）5月、慶應義塾大学の同じテニスサークルに所属していた3歳年上の一般男性との結婚を発表した[1][2]。
- 2015年（平成27年）10月30日、妊娠7カ月であることをブログで報告[3][4]。 2016年（平成28年）2月12日、第1子男児の出産を報告[5][6]。

## 出演

### 現在の放送番組
- RADIO DONUTS（J-WAVE、2007年10月6日〜2015年12月26日・2016年7月2日〜、2016年1月 - 6月は産休）
- CS放送スターチャンネルHV - 『マンスリー・リクエスト』のナビゲーター
- NIHONGO QUICK LESSON （NHKワールドTV）- 日本語講座番組のナビゲーター（英語による進行）
- Science View（NHKワールドTV）- 科学教育番組のナビゲーター（英語による進行）

後者2番組は日本国内では地上波・BSとも放送されていないが、日本国内でも海外衛星放送受信装置でNHKワールドTVを直接受信している世帯では視聴できる。

### 過去の放送番組
- テレバイダー - アンカーウーマン（東京MXテレビ、2001年7月7日〜2002年3月30日・2003年1月1日）
- いちばん! - お天気コーナー（TBS、2002年10月〜2003年3月28日）
- 生でGONG　GONG - 週1回アシスタント（FIGHTING TV サムライ、2003年頃）
- 関口宏の東京フレンドパークII - 従業員（TBS、1999年1月〜2002年9月）
- あさがけウォッチ! - お天気コーナー（TBS、2003年3月31日〜2004年3月26日）
- ウォッチ! - お天気コーナー（TBS、2004年3月29日〜2005年3月25日）
- THE・サンデー - 芸能コーナー（日本テレビ、2005年10月〜2006年6月）
- 筑紫哲也 NEWS23 - お天気コーナー（TBS、2005年3月〜2006年9月22日）
- サタデー生ワイド そらナビ - 気象予報士として2ヶ月に1回程度ゲスト出演（CBC、2005年ごろ〜2007年ごろ）
- 熱血!平成教育学院 - ゲスト（フジテレビ、2008年2月10日・2009年2月8日・2010年10月24日）
- テレブリッド（BS11デジタル、2008年5月30日・7月25日）
- 踊る!さんま御殿!! - ゲスト（日本テレビ、2008年6月24日・11月11日）
- 泉麻人&山田玲奈のお天気マニア（MONDO21）
- 超絶!モンドリアンチョップ（MONDO21）
- J SPORTS ワイド（J SPORTS ESPN、2008年6月〜2010年2月）
- J SPORTS ツール・ド・フランス（2009年・2010年・2011年）

### 映画
- アイス・エイジ2

## 出版物

### 写真集
- 「はじめまして」（竹書房、2005年4月）

### DVD
- 「はじめまして」（竹書房、2005年5月）
- 「また逢えたら…。」（GPミュージアムソフト、2005年12月25日）

### デジタル写真+ムービー作品集
- 「智恵子抄 feat. 山田玲奈」（ファンプラス・GザテレビジョンPLUS配信、2011年4月14日）